# Libretto di fichi secchi
Il Libretto di fichi secchi è un dolce tipico dell'Abruzzo e fa parte dei Prodotti agroalimentari tradizionali abruzzesi.